# David Ekholm
David Ekholm, född 16 januari 1979 i Ekshärad, är en svensk före detta skidskytt och numera sportkommentator. David Ekholm började med skidskytte 1993, då för Östersund, och kom med i seniorlandslaget första gången 2002. Hans tränare i landslaget var Wolfgang Pichler och Leif Andersson. 
Ekholm kommenterade tillsammans med Johan Edlund skidskyttesändningarna i TV4 vintern 2011/2012, 2013/2014 och 2017/18.

## Karriär
Ekholm deltog internationellt för första gången 1999 i juniorvärldsmästerskapen. I distansen kom han långt från medalj-plats, men han och det svenska laget tog guld i stafetten. Nästa stora bedrift tog han i europamästerskapen i Haute Maurienne 2001. Hans bästa placering var i stafetten där laget kom på tionde plats. 2002 gjorde Ekholm sin första världscuptävling, i Oslo där han kom på 75:e plats i sprinten.
Sedan dess har han deltagit i flera världscuptävlingar. Bäst resultat har han haft i stafetten. I Oberhof 2004 deltog han i sitt första senior-världsmästerskap. Där han kom sexa i stafetten och långt från medalj i distansen. I världscupen säsongen 2004/05 tog han sin första pallplats då han kom etta med stafettlaget under tävlingarna i Oberhof. Han gjorde sin bästa världscupssäsong 2005/06 då han kom på 62:a plats i totalcupen med sina 29 poäng. Han deltog i sitt första OS 2006 i Turin, där han ställde upp i tre grenar; han kom på 37:e plats i sprinten, 38:e i jaktstarten och på 35:e på distansen.
Under världsmästerskapen 2007 i Antholz kom han 52:a på distansen och sjua i stafetten. Ekholm nådde sin hittills största framgång då han tillsammans med sambon Helena Jonsson, Anna Carin Olofsson och Carl Johan Bergman tog silver i mixstafett i VM i Sydkorea 2009. Två dagar tidigare hade han gjort karriärens bästa individuella tävling då han slutade femma på distansen i mästerskapet.
Ekholm avslutade sin karriär som skidskytt i jaktstarten i Holmenkollen, Oslo den 20 mars 2010, samma arena som han började sin världscupkarriär i. Han startade som sextionde och sista åkare och körde upp sig till 54:a.

## Segrar i världscupen

### Stafett
| Datum          | Plats     | Land     | Disciplin |
| -------------- | --------- | -------- | --------- |
| 6 januari 2005 | Oberhof   | Tyskland | Stafett   |
| 15 mars 2009   | Vancouver | Kanada   | Stafett   |

## Övrigt
David Ekholm är sedan 17 juli 2010 gift med den svenska skidskytten Helena Ekholm (tidigare Jonsson).
Ekholm är drabbad av migrän och är därför sedan december 2009 ambassadör för Hjärnfonden.